# Tratado de Valençay

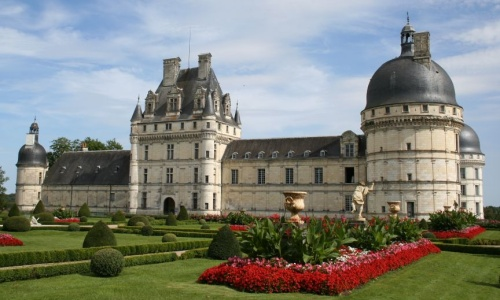
Castelo de Valençay.

O Tratado de Valençay, assinado em  11 de Dezembro de 1813, marcou a primeira intenção de restaurar a paz entre a França e a Espanha, e o regresso ao trono de Fernando VII de Espanha, preso em Valençay desde 1808, que tinha sido deposto por José Bonaparte. O tratado, cujo nome tem origem no Castelo de Valençay, foi redigido por Antoine René Mathurin e José Miguel de Carvajal-Vargas em nome do Império Francês e da Coroa de Espanha, respectivamente.
Incluído nos termos do tratado estava um armistício que nenhuma das parte pretendia realmente cumprir. Napoleão terá mesmo feito um acordo secreto com Fernando II em que este se comprometia a lutar com o seu exército contra o Reino Unido e Portugal caso o Duque de Wellington continuasse a utilizar o território espanhol como base de operações contra a França. As Cortes de Cádiz repudiaram o tratado assim que Fernando chegou a Madrid. A Guerra Peninsular iria continuar até à derrota final na guerra com a Sexta Coligação.

## LIgações externas
- (em castelhano) Texto do Tratado de Valençay - Google Books